# Mathias Obermayr

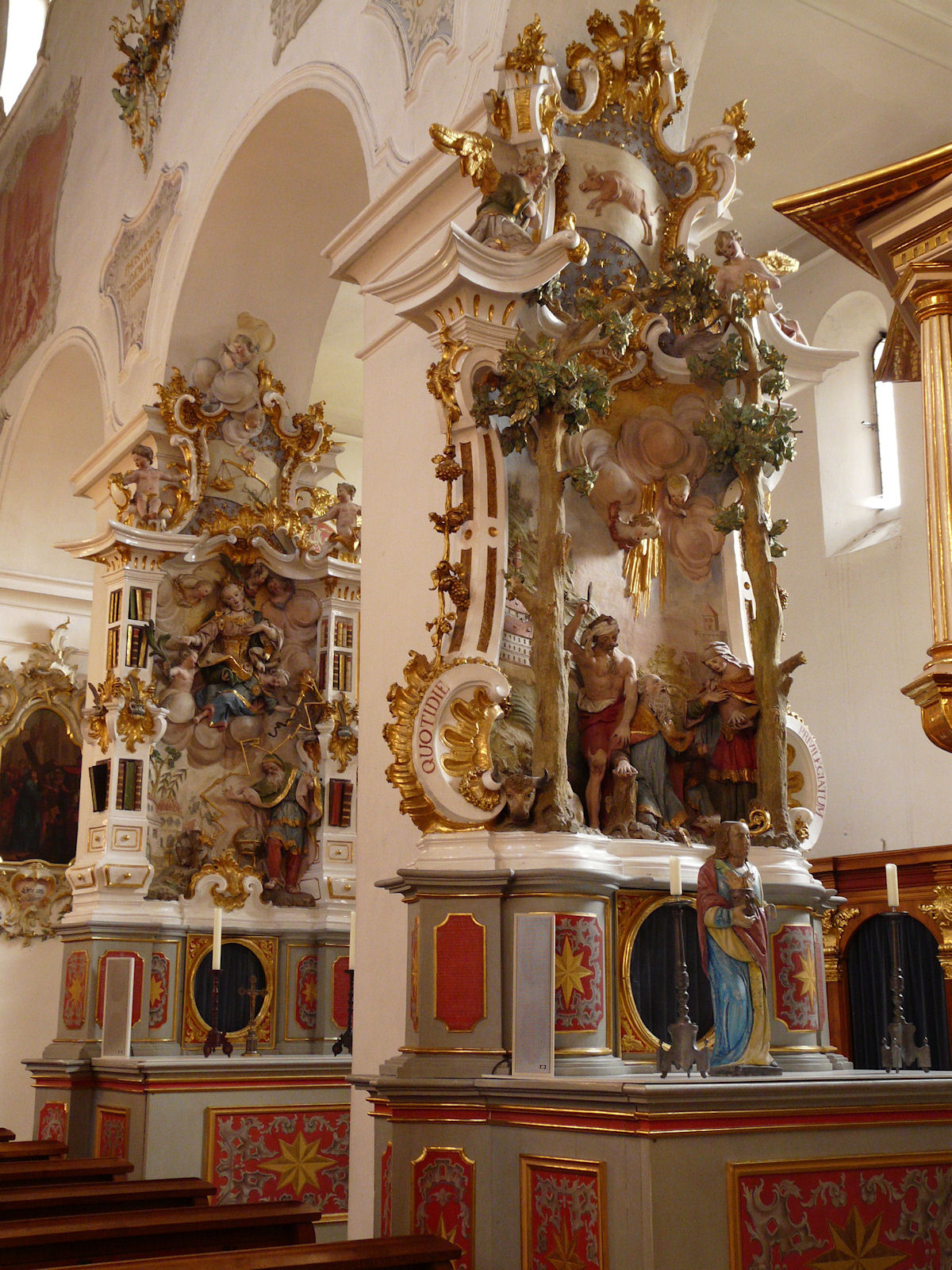
Zwei der von Mathias Obermayr geschaffenen Seitenaltäre in der Klosterkirche Windberg

Mathias Obermayr, auch Matthias Obermayr (* 14. Mai 1720 in Meindling bei Oberschneiding; † 15. Dezember 1799 in Straubing), war ein bayerischer Bildhauer und Stuckateur.

## Leben
Mathias Obermayr stammte aus dem Bauernstand. Der Hof der Familie befand sich in Meindling, einem Ortsteil von Oberschneiding, am südlichen Rand des Gäuboden gelegen. Die Geschichte der Familie kann bis zum Dreißigjährigen Krieg zurückverfolgt werden. Mathias Obermayr hatte zwölf Geschwister, welche verschiedene Berufe ergriffen: sein Bruder Hans Michael erbte den Hof und wurde Bauer, wie auch sein Bruder Kaspar, der auf einen Hof in Großenpinning heiratete. Sein Bruder Philipp wurde Weltenbummler und später Wirt in Ungarn, zwei Brüder wurden Geistliche, einer Chirurg. Mathias begann vermutlich um 1735 mit der Lehre zum Bildhauer, wahrscheinlich in Straubing bei dem Bildhauer und Stuckateur Simon Hofer. Nach der Ausbildung ging Obermayr wohl auf Wanderschaft, in seinen Wander- und Lehrjahren kam er mit großer Wahrscheinlichkeit auch ins oberbayerische Wessobrunn, einem Zentrum der Kunsthandwerker und Stuckateure.
Am 4. August 1749 wurde Mathias Meister, und am 25. August heiratete er Maria Teresia Hundertpfund, Witwe des 1747 verstorbenen Straubinger Bildhauers Ignaz Hundertpfund. Er übernahm dessen Werkstatt und Wohnhaus in der Schmidlgasse 4. In den folgenden Jahren wurde er führender Straubinger Bildhauer. Der Meister reiste auch oft weit, zum Beispiel nach Halbmeile bei Deggendorf. Er hinterließ in Straubing, im Gäuboden und im Bayerischen Wald beeindruckende Werke von hohem künstlerischen Wert. Mathias Obermayr hatte keine leiblichen Kinder, nur einen Stiefsohn, Josef Hundertpfund.
Der Stilwandel vom Rokoko zum nüchternen Klassizismus wirkte sich negativ für Obermayr aus. Am Ende seines langen Lebens verarmte er und starb bettelarm. Sein Grab auf dem Straubinger Petersfriedhof (St. Peter) ist nicht mehr auffindbar.
Der Bogen seines künstlerischen Schaffens reicht von Epitaphien, Figuren und Altären bis hin zu phantasievollen Stuckierungen im sakralen und profanen Räumen. Die meisten Rokokofassaden in der Stadt Straubing am Ludwigsplatz (z. B. Nr. 10 und 28) und in der Fraunhoferstraße (z. B. Nr. 5 und 23) verdanken ihren reichen, mit beschwingten Rocailleformen, Putten, Blumen und Ranken getränkten Stuck seiner virtuosen Hand.

## Werke
Straubing
- Fassadenstuck an den Patrizierhäusern am Ludwigsplatz 21, 27, 28,  und der Fraunhoferstraße 13 und 15.
- Hauskapellen im Betschwesternhaus in der Bürg, im Haus zur Krone (heute Volksbank) am Ludwigsplatz 21 (Hauskapelle und Stuck).
- Basilika St Jakob: Kanzelstiege (1753), Nepomukaltar (1773) und Altar der Taufkapelle (1791), Hl. Sebastian (1787)
- St. Peter: Auferstehungschristus (1750)
- Spitalkirche: Seitenaltäre (1784)
- Mariä Himmelfahrt im Stadtteil Sossau: Hochaltar (1777)
- Kloster Azlburg: Arbeiten in der Klosterkirche, Stuck (1787)
- Schutzengelkirche: Ausbesserungsarbeiten am Tabernakel
- Zunftstangen der Stadt Straubing (Gäubodenmuseum)
- St. Veit: Ausbesserungsarbeiten

Werke außerhalb der Stadt Straubing im Gäuboden und im Bayerischen Wald
- Kloster Windberg: Stuckaturen und die berühmten Seitenaltäre in der Klosterkirche (1755/1756)
- Kloster Metten: Stuckaturen im Festsaal des Klosters (1755)
- Kloster Oberalteich: Tabernakel der Klosterkirche (1758/1759); Stuckaturen in der Prälatur
- Oberhaselbach: Kanzel (um 1760, Ankauf von der Kirche Oberschneiding 1879)[1]
- Feldkirchen: Seitenaltäre der Pfarrkirche St. Laurentius (um 1760)
- Stallwang: Pfarrkirche St. Michael (1764/1765, 1786 und 1796)
- Münster: Kreuzaltar (1765) und Pietà
- Wallfahrtskirche in Halbmeile bei Deggendorf: Stuck, Kruzifix und Orgelprospekt (1782/1783)
- Loh: Figuren der Maria, des Johannes am Hochaltar und Stuck (1788)
- Irlbach: Heiliger Sebastian
- Schwarzach: Stuck und Antependium
- Schambach: Friedhofskapelle, Stuckaltar
- Atting: Putti in der Friedhofskapelle
- Westen: Kanzel
- Pönning: Kruzifix
- Hailing, Benefiziumskirche: Lamm Gottes (1762, 6 fl) und Vortragekreuz (1976, 12fl, belegt durch Kirchenrechnungen)[2]
- Kloster Mallersdorf: Altäre
- Sowie zahlreiche Epitaphien in der Stadt Straubing und im Landkreis Straubing-Bogen